# Titanethes brevicornis
Titanethes brevicornis är en kräftdjursart som beskrevs av Joseph 1882. Titanethes brevicornis ingår i släktet Titanethes och familjen Trichoniscidae. Inga underarter finns listade i Catalogue of Life.